# São Francisco do Brejão
São Francisco do Brejão é um município brasileiro do estado do Maranhão. Sua população estimada, em 2016 é de 11.863 habitantes.

## História[6]
São Francisco do Brejão, primitivamente conhecido por Brejão, nome este dado pelo agricultor Clemente, vindo da Bahia, que foi a primeira pessoa a desbravar essa terra por volta de 1967, com uma lavoura de arroz a 6 km da atual sede. Posteriormente, essa mesma área veio a pertencer a Tinô, que hoje tem como proprietário José Osvaldo Damião. Clemente, ainda, recém-chegado, foi assassinado por seu próprio companheiro de migração, de nome não identificado por nossa pesquisa. Esse episódio ocorreu numa vereda de acesso Brejão-João Lisboa, por volta de 1968.
Seu povoamento iniciou em 1969, quando os lavradores Srs. Claudino e André, vindos da Bahia, atraídos pela fertilidade do solo, fixaram residência em suas terras. Mas o armamento só veio acontecer de fato com o Sr. Luiz Neco, que construiu a primeira casa de onde originou-se a Avenida Castelo Branco, sendo demarcado inclusive outras ruas, que dariam prosseguimento mais tarde.
O nome “Brejão” ganhou reforço após o afloramento das águas do brejo que margeia a cidade, em consequência de uma cacimba, cavada por Luís Teles de Meneses, mais conhecido por Luís Neco nas proximidades do início da atual Avenida Castelo Branco, no ano de 1971 e, em 1973, houve o alagamento e expansão rumo a montante.
Foi ainda o Sr. Luís Neco que denominou o lugar de São Francisco do Brejão, sendo confirmado 23 (vinte e três) anos depois, através da Lei Estadual n.º 6.139 publicada no Diário Oficial do estado n.º 21 S de 10/1 1/94, no então Governo do Dr. José de Ribamar Fiquene. Construiu a primeira Igreja Católica e fez doação das áreas para as construções do Colégio Raimundo de Morais, Tobias Barreto e a antiga feira, hoje praça.
Esta nova unidade administrativa fazia parte dos municípios de Açailândia e Imperatriz, de onde fora desmembrado e de cujas sedes distante 38 km para Açailândia e 63 km para Imperatriz – via férrea ou asfáltica.
Politicamente, a primeira eleição ocorreu em 3 de outubro de 1996, com a eleição da Sra. Francisca Sônia Araújo dos Santos como Prefeita. Já em 1 de janeiro de 2001 foi empossado o Prefeito Francisco Santos Soares, mais conhecido como Franciscano, que foi reeleito em 2004 para administrar o município até 2008. E o atual prefeito de 2009 é filho da ex-prefeita Francisca Sônia, o Alexandre Araújo dos Santos. Em 2012, mais precisamente em 07 de outubro o povo brejãonse elegeu seu primeiro representante residente no próprio município, pois os outros eram todos de Imperatriz ou de São Luis. Foi eleito para prefeito para mandato de (2013 a 2016) o vereador de três mandados consecutivos Sr. Magnaldo Fernandes Gonçalves, infelizmente uma grande tragedia não permitiu que o mesmo terminasse seu mandato e no dia 05 de junho de 2015 vitima de uma leucemia aguda faleceu o jovem de apenas 42 anos e prefeito da cidade e assumindo a cidade o vice prefeito, o senhor José Osvaldo Farias, conhecido como Zé Dóia que ficou no cargo até 31 de dezembro de 2016, onde não conseguiu se reeleger, sucedido pelo atual prefeito do PCdoB, Adão de Sousa Carneiro. Em 15 de novembro de 2020 foi eleito o segundo gestor residente no próprio município o Sr. Ronei Ferreira Alencar, empresário do ramo de laticínios administrador das empresas Laticínios Aliança, eleição histórica para o município onde o candidato eleito obteve 1045 votos de diferença para o segundo colocado. Infelizmente no dia 30 de junho de 2021 o Sr. Ronei Ferreira Alencar veio a óbito, vítima de um infarto fulminante, deixa filhos e esposa, também deixa a população de uma cidade a qual ele amava e tinha o mesmo amor de seus habitantes. Assume então a sua vice o mandato de 2021 a 2024 a Sra. Edinalva Brandão Gonçalves, empossada no dia 02 de julho de 2021 para governar o município. Edinalva Brandão é viúva do ex prefeito Magnaldo Fernandes (in memoriam).

## Geografia
São Francisco do Brejão está localizado no extremo Oeste do estado do Maranhão, Brasil, com latitude de 05°07’29”, longitude de 47°23’20”, e altitude de 255 metros acima do nível do mar. A distância entre a sede e a capital do estado, São Luís é de 447 km (em linha reta). O acesso a sede se dá via BR-010, na altura do povoado Trecho Seco, percorrendo a MA-125, em 20 km de rodovia em perfeito estado de conservação.
Limita-se ao Norte com o município de Açailândia, a Leste com o município de João Lisboa, a Oeste e ao Sul com com os município de Cidelândia e Imperatriz.
O município possui solos arenosos e areno-argilosos, PH de 5,6 a 6,4 até 20 cm, basicamente vegetação de pastagem, clima tropical com temperaturas médias entre 19° e 28°, pluviosidade média abaixo de 2000 mm por ano (entre dezembro e abril), cercado por brejos em todo o perímetro.
| Área da unidade territorial - 2015 | 745,606 | km² |

## Economia
Até meados da década de 90, São Francisco do Brejão passou por dois ciclos econômicos – da madeira e do arroz.
O município de São Francisco do Brejão possui a maior bacia leiteira por área, e atualmente, tem sua economia centrada na pecuária leiteira com um rebanho de 71.131 cabeças de bovinos, dos quais 99,79% vacinados contra a febre aftosa, distribuído em 412 propriedades, segundo o Escritório Local da AGED, dados da última campanha.
A renda per capita média do município cresceu 8,24%, passando de R$ 84,63 em 1991 para R$ 91,60 em 2000, segundo dados do Atlas do Desenvolvimento Humano no Brasil. Hoje, estima-se que esse valor já é de R$ 125,00.
De acordo com dados da Secretaria Municipal de Desenvolvimento Agrário, o município tem uma renda mensal em torno de R$ 1.017.875,00 (Um milhão, dezessete mil, oitocentos setenta e cinco reais). Deste total, 50% vem da atividade leiteira, 30% de repasse dos Governos Federal e Estadual, 10% da produção de carne e 10% de aposentados e pensionistas.
| Área da unidade territorial - 2015 | 745,606 | km² |

| Valor do rendimento nominal mediano mensal per capita dos domicílios particulares permanentes - Rural | 168,80 | reais |

| Valor do rendimento nominal mediano mensal per capita dos domicílios particulares permanentes - Urbana | 255,00 | reais |

| Valor do rendimento nominal médio mensal dos domicílios particulares permanentes com rendimento domiciliar, por situação do domicílio - Rural | 832,88 | reais |

| Valor do rendimento nominal médio mensal dos domicílios particulares permanentes com rendimento domiciliar, por situação do domicílio - Urbana | 1.219,36 | reais |

| PIB per capita a preços correntes - 2013 | 5.794,91 | reais |

| Índice de Desenvolvimento Humano Municipal - 2010 (IDHM 2010) | 0,584 |

| Matrícula - Ensino fundamental - 2015 | 1.787 | matrículas |

| Matrícula - Ensino médio - 2015 | 320 | matrículas |

| Número de unidades locais | 32 | unidades |

| Pessoal ocupado total | 389 | pessoas |

| População residente | 11.633 | pessoas |

| População residente - Homens | 6.136 | pessoas |

| População residente - Mulheres | 5.497 | pessoas |

## Sociedade
O município possui um dos menores índices de mortalidade infantil e os melhores índices de desenvolvimento humano do Estado. Em 2001, o índice de Desenvolvimento Humano Municipal de São Francisco do Brejão era de 0,628. Segundo classificação do PNUD, o município está entre as regiões consideradas de médio desenvolvimento humano (IDH entre 0,5 e 0,8)
Em relação aos municípios do Estado, São Francisco do Brejão apresenta uma situação boa: ocupa a 42ª posição, sendo que 33 municípios (13,6%) estão em situação melhor e 184 municípios (89,3%) estão em situação pior ou igual. Isso se deve a estrutura fundiária do município, que apresenta uma distribuição das suas terras, na maioria, em pequenas propriedades, proporcionando assim, uma melhor distribuição de renda.
No desenvolvimento humano dispõe de escolas de boa qualidade, com 69% dos professores são graduados, hospital de alta qualidade, atendimento médico familiar, medicina preventiva, salário público em dia e economia em fase de desenvolvimento em função do potencial pecuário.
| Estabelecimentos de Saúde SUS | 7 | estabelecimentos |

| População residente alfabetizada | 6.700 | pessoas |

| População residente que frequentava creche ou escola | 3.722 | pessoas |

| População residente, religião católica apostólica romana | 7.305 | pessoas |

| População residente, religião espírita | 7 | pessoas |

| População residente, religião evangélicas | 2.207 | pessoas |

| Valor do rendimento nominal mediano mensal per capita dos domicílios particulares permanentes - Rural | 168,80 | reais |

| Valor do rendimento nominal mediano mensal per capita dos domicílios particulares permanentes - Urbana | 255,00 | reais |

| Valor do rendimento nominal médio mensal dos domicílios particulares permanentes com rendimento domiciliar, por situação do domicílio - Rural | 832,88 | reais |

| Valor do rendimento nominal médio mensal dos domicílios particulares permanentes com rendimento domiciliar, por situação do domicílio - Urbana | 1.219,36 | reais |

## InFonte:IBGE - Instituto Brasileiro de Geografia e Estatística
O município conta com abastecimento de água potável, energia elétrica, telefonia fixa e móvel, internet, estrada pavimentada, através da MA-125, interligando a sede do município a BR-010.
Bem servido de estradas vicinais, em excelente estado de conservação, permitindo o transporte escolar e o escoamento da produção em qualquer época do ano, o que assegura o desenvolvimento do município numa escala crescente.

## Galeria

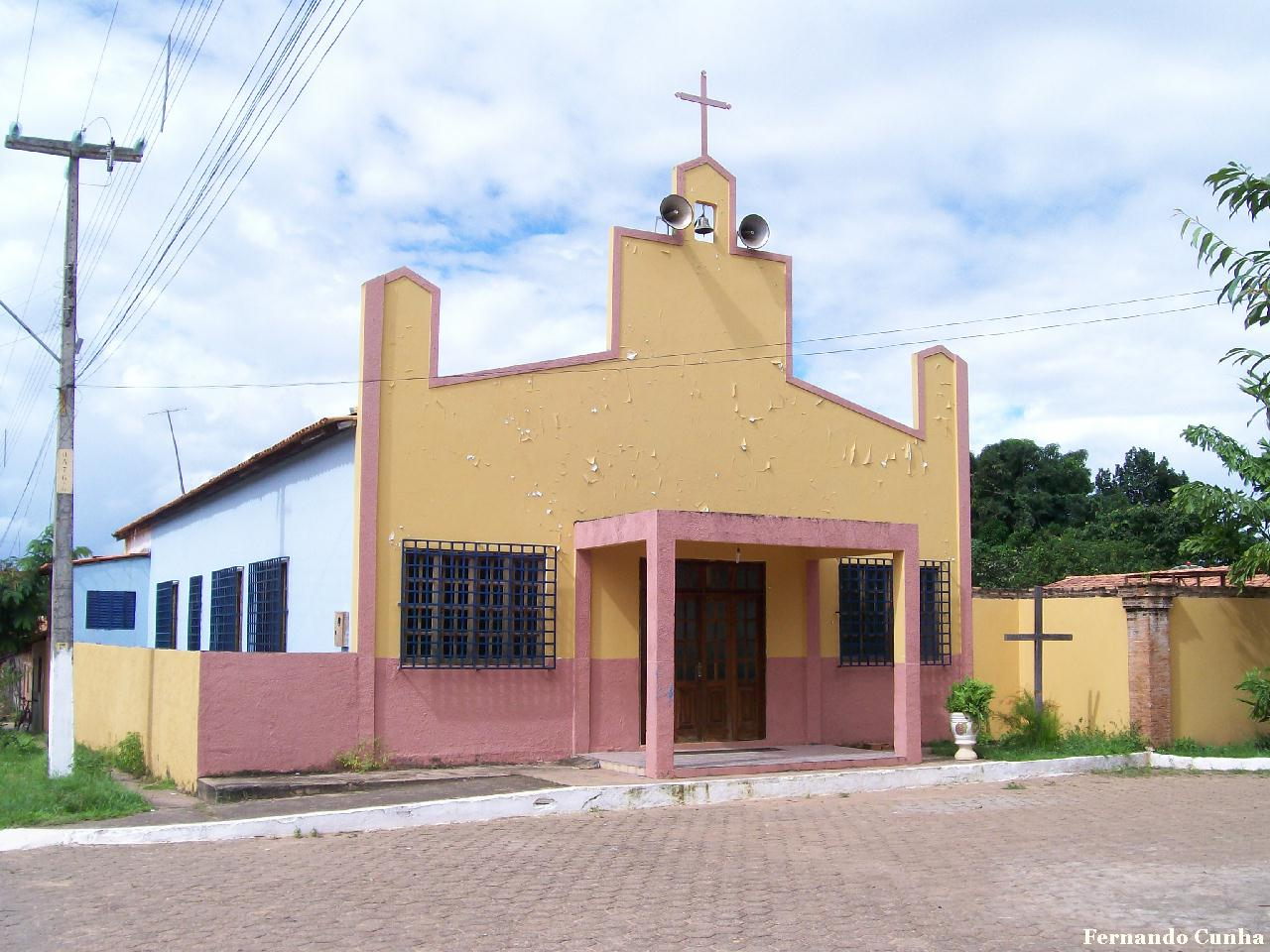
Igreja Matriz de São Francisco.
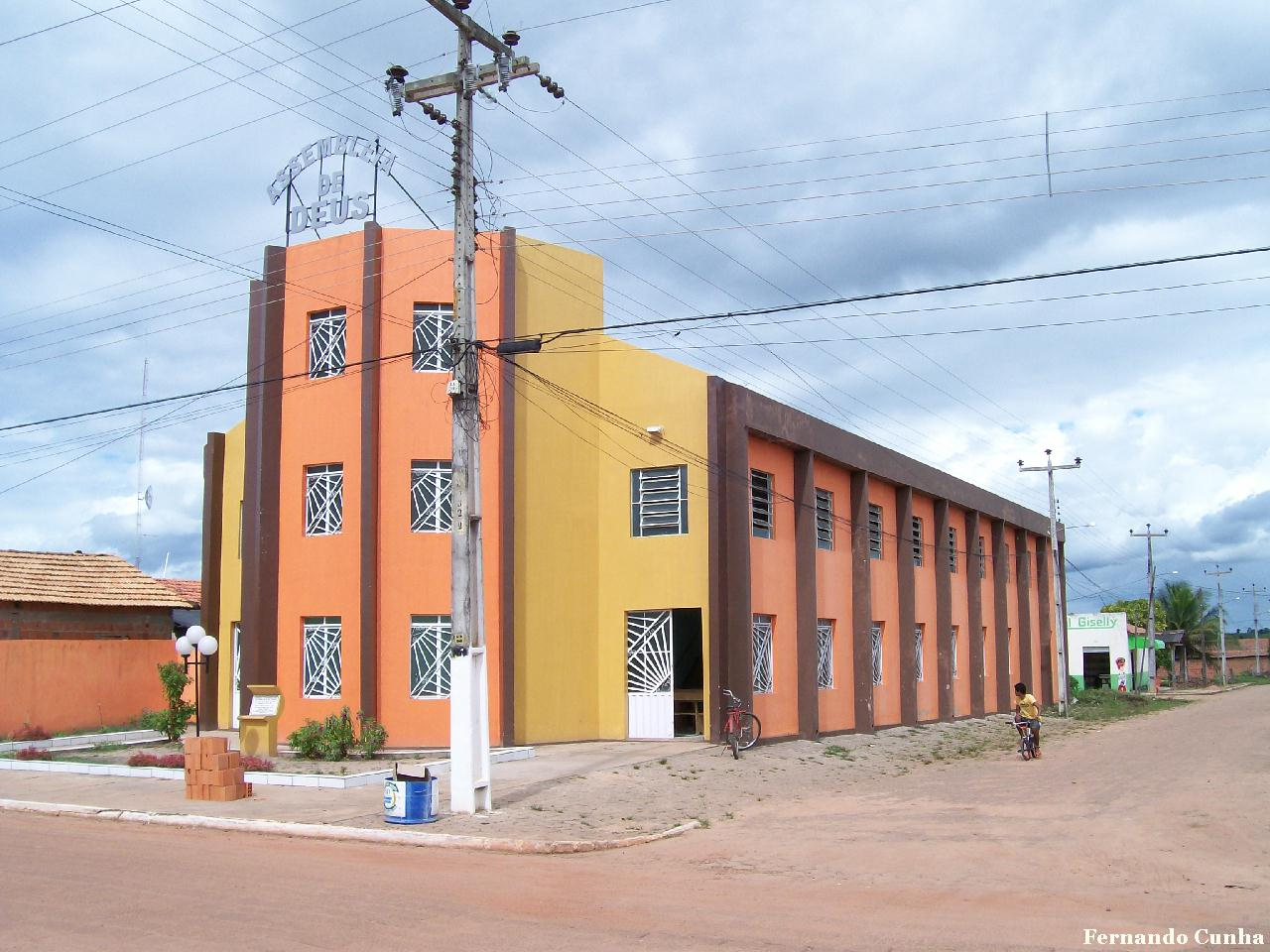
Templo Central da Assembleia de Deus.
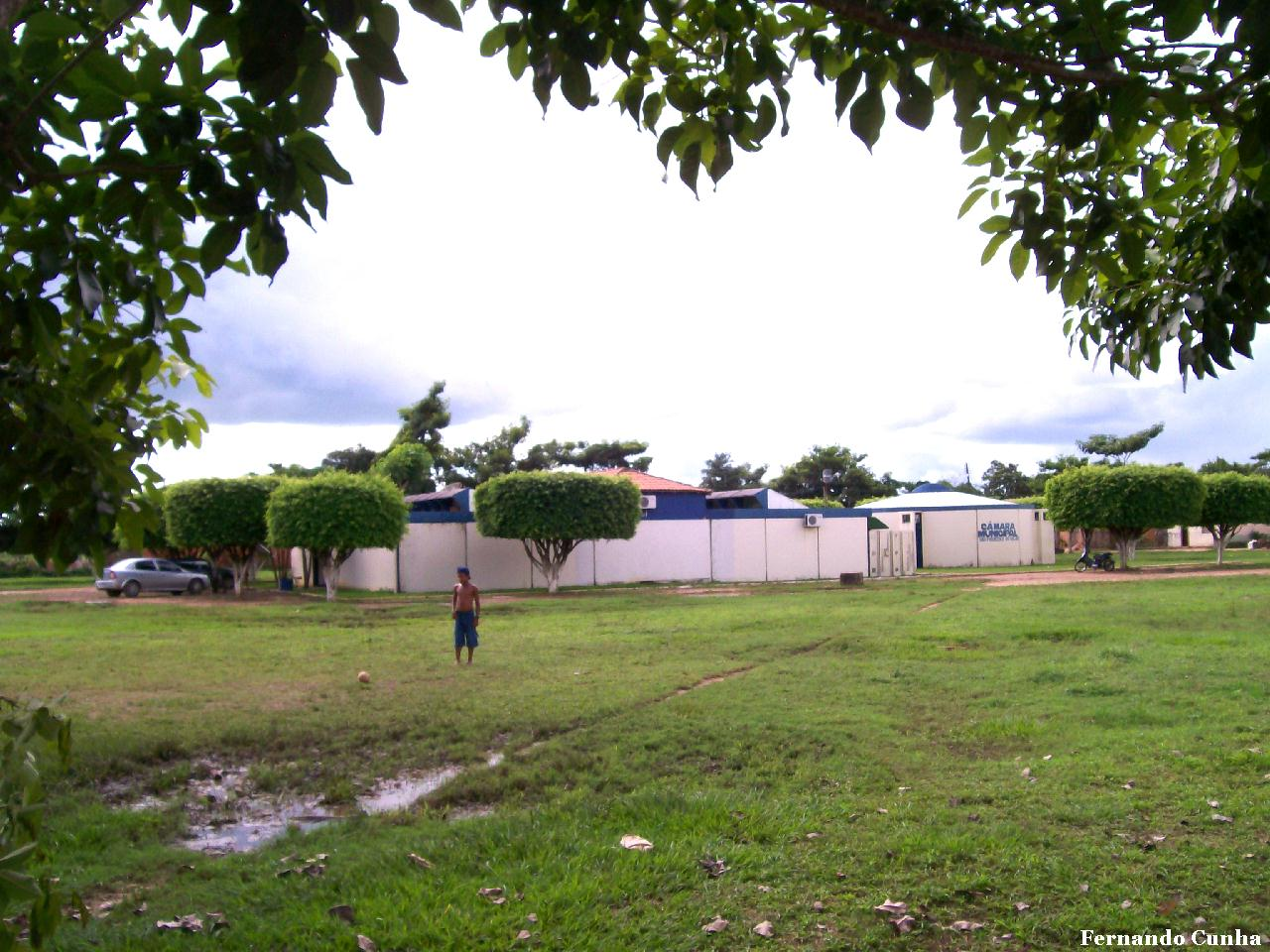
Prefeitura e Câmara Municipal.